# メフメト3世

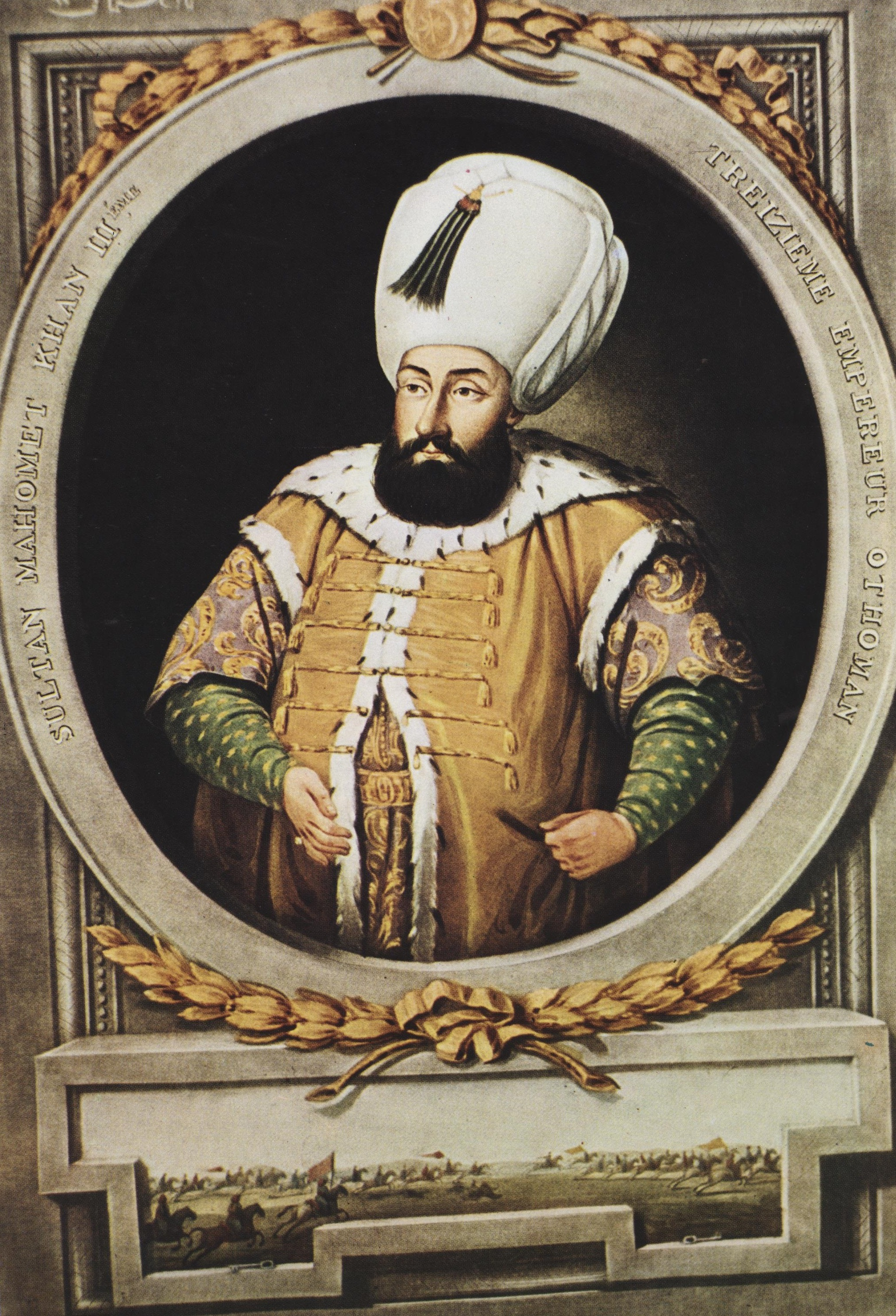
メフメト3世

メフメト3世（Mehmed III, 1566年5月26日 - 1603年12月22日）はオスマン帝国の第13代皇帝（在位：1595年1月15日 - 1603年12月22日）。父は第12代皇帝ムラト3世、母はサフィエ・スルタン。子にアフメト1世、ムスタファ1世。

## 生涯

### 即位前
メフメトはスレイマン1世の治世中の1566年にマニサで後のムラト3世とサフィエ・スルタンとの間で生まれた。曽祖父のスレイマン1世はメフメトの生まれた年になくなり、その後メフメトはマニサで父と母と過ごし、そこでイブラヒム・エフェンディから教育をほどこされた。8歳の時に父が即位すると皇太子となり、1582年6月2日に割礼を受け、それと同時に祝祭も催された。メフメトの割礼は16歳とかなり遅かったが父のムラト3世はこの割礼を空前の盛儀にしようとしていた。盛儀は一か月間続いた。1583年にはマニサの知事になった。マニサの知事を務める時期に自身の割礼を施したジェッラー・メフメト・パシャに家政婦として仕えていたハンダン・スルタンと親しくなって後に夫人となった。

### 即位
1595年、父帝の崩御により後を継ぎ、皇帝として即位する。しかし父と同じく無能な皇帝で、政治は母や宰相らに任せ切りであったため、帝国の衰退が促進される治世期ともいえる。彼自身が、戦場に赴いたのは、即位直後の一度のみであった。
彼が即位した時には19人の男子の兄弟がいたが、伝統に従い止むを得ず全員殺している。宮廷を出る前スルタンとその子供たちの棺の列があまりにも長かったため、人々は哀れみ、嘆き悲しんだという。このため、次に即位したアフメト1世は弟のムスタファ(後のムスタファ1世)を殺さずに残し、以後、新スルタンの即位する時の兄弟殺しは、行われなくなった。

### 長期トルコ戦争
ハンガリーの長期戦争では、1596年にエゲルを占領し、メフメト3世率いる軍がメゼーケレシュテにおいて、ハプスブルク軍を打ち破った。これ以降はハンガリーでの軍司令官をクユジュ・ムラト・パシャを任命した。1598年にはかつて占領したジュールがハプスブルク側に奪還された。1600年にはオスマン軍はカニジャを占領するが、1601年にセーゲシュフェヘールを奪われた。翌年にはセーゲシュフェヘールを奪還するが、ハンガリー支配の拠点のブダがハプスブルク側に包囲された。ブダの陥落こそは免れたものの、戦いはしだいに辺境の城塞をめぐる争奪戦の様相を呈した。

### ジェラーリーの反乱
ハプスブルク家とハンガリーを巡って戦争している頃、足下のアナトリアやシリアでは、反乱が相次いでいた。その反乱者はジェラーリーといった。彼らは財政難に陥った中央政府によって封土を没収されたスィパーヒーやワクフの減少によって貧困化したマドラサの学生、そして土地を没収された農民や遊牧民らであった。その反乱の第一波は1596年に始まる。ジェラーリーらは下級軍人のカラ・ヤズジュの反乱に合流をした。1600年にカラ・ヤズジュはスルタンであると宣言した。オスマン側はハンガリー戦線に忙殺され、その討伐に十分な兵力を割けない事態になった。カラ・ヤズジュは1601年にソコルル・メフメト・パシャの息子でバグダードの知事のソコルルザーデ・ハサン・パシャに敗れたが、カラ・ヤズジュの兄のデリ・ハサンが翌年にソコルルザーデ・ハサン・パシャを打ち取った。1602年にカラ・ヤズジュは死ぬがデリ・ハサンが跡を継いだ。また、他の地方でも、ウズン・ハリルの乱、カレンデルオールの乱、ジャンポラントの乱などが起きた。ジェラーリーの反乱において、騎馬で機動力のある山賊の集団が各地で村や町を襲ったため、オスマン帝国の台帳にあったはずの村までが消える事態にまでなった。これにより、所領の村から徴税で生計を立てていた在郷騎士たちが、生活できなくなり、彼ら自身もジェラーリーになるという負の連鎖が存在した。さらには、カラ・ヤズジュ討伐にあたっていたはずのカラマン州軍政官も待遇への不満から反乱軍に加わった。
ジャンポラントの乱を起こしたジャンポラント(アラブ名ジュンブラード)は、オスマン王家による支配を不正であると捉えて、自分がそれにとって変わろうとした。ジャンポラントはもともとシリアとの国境に近いキリス地方の支配者であったが、勢力がシリアへ拡大するとレバノンの名家マアンオール家と結んでアレッポを足場に独立宣言をした。
カレンデルオールの乱を起こしたカレンデルオールは手下に当てた手紙で、「オスマン王家は圧政者で、彼らは増長しきっている。ジャンポラントの反乱以降我々はオスマン家に見切りをつけ、命ある限りは彼らに服従しない。アッラーの加護があるならば我々は、オスマン軍を打ち負かし、ユスキュダル(ボスホォラス海峡のアジア側)からこちら側をオスマン王家に諦めさせる。」と書いてある。オスマン王家はバルカン半島を支配すれば良い、アナトリアは我々が支配する、という意思が感じられる。

### 帝国の混乱
また、メフメト3世は国内において、新しい困難に直面することとなった。それは17世紀初頭のイスタンブールでの騒擾である。これは大宰相とイスラム長老が対立し、前者はイェニチェリ、後者は常備騎兵と繋がることで、両集団の争いが暴力を伴う抗争に激化した。最終的には鎮静化したものの、これ以降たびたびこの騒擾は繰り返されるようになる。この騒擾においては、常備騎兵軍団によってメフメトの廃位が仄めかされていた。疑心暗鬼に陥ったメフメト3世は母のサフィエ・スルタンの讒言により1603年、混乱の背後に何者かがいるとして息子のシェフザーデ・マフムトとその使用人たちを処刑した。
晩年にはアッバース1世率いるサファヴィー朝がかつて父のムラト3世が獲得した領土に侵攻してきた。
1603年、暴飲暴食が原因で38歳で崩御し、後を子のアフメト1世が継いだ。